# Brachychiton gregorii
Espèce
Synonymes
- Clompanus gregorii[1]
- Brachychiton acerifolius var. gregorii[1]
- Sterculia diversifolia var. occidentalis[1]
- Sterculia gregorii[1]
- Brachychiton populneus var. occidentalis[1]

Classification phylogénétique
Brachychiton gregorii, appelé en anglais desert kurrajong,, est un petit arbre du genre Brachychiton poussant dans le nord et l'ouest de l'Australie. Il a d'abord été classé dans la famille des Sterculiaceae, que la classification phylogénique place maintenant parmi les Malvaceae.

## Taxonomie
L'espèce a été formellement décrite pour la première fois en 1862 par le botaniste Ferdinand von Mueller dans l'ouvrage Thalamiflorae. The Plants Indigenous to the Colony of Victoria. Elle possède plusieurs synonymes, dont Clompanus gregorii, Brachychiton acerifolius var. gregorii, Sterculia diversifolia var. occidentalis, Sterculia gregorii et Brachychiton populneus var. occidentalis.
Le nom de l'espèce rend hommage à l'explorateur australien Augustus Charles Gregory.

## Description
L'arbre atteint généralement une hauteur de 3 à 12 mètres avec un houppier de 2 à 5 m de large. Ses feuilles persistantes atteignent 20 cm de long et possèdent 3 ou 5 lobes profondément échancrés sur un long pétiole. Ces feuilles tombent pendant les mois secs.

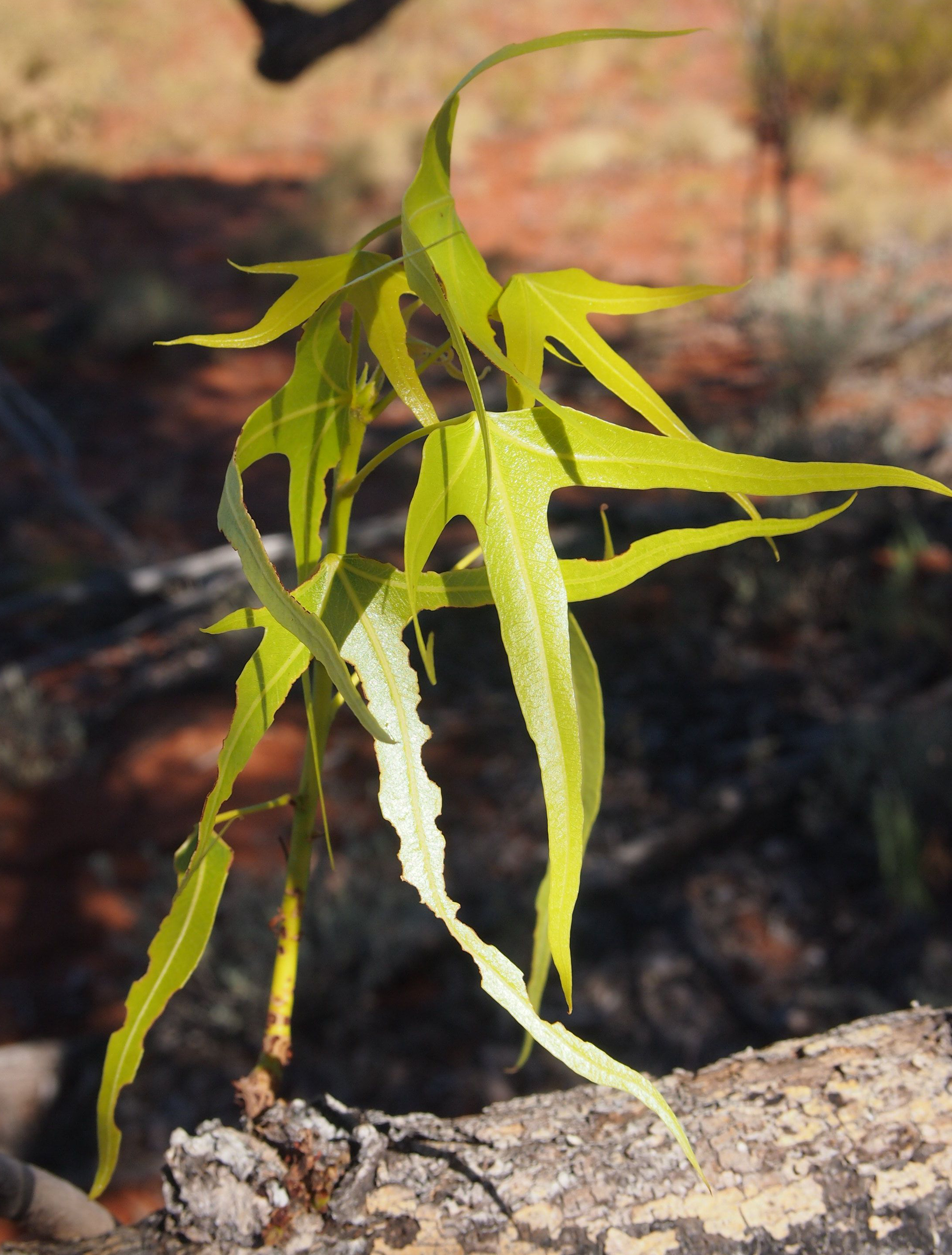
Feuilles de Brachychiton gregorii.
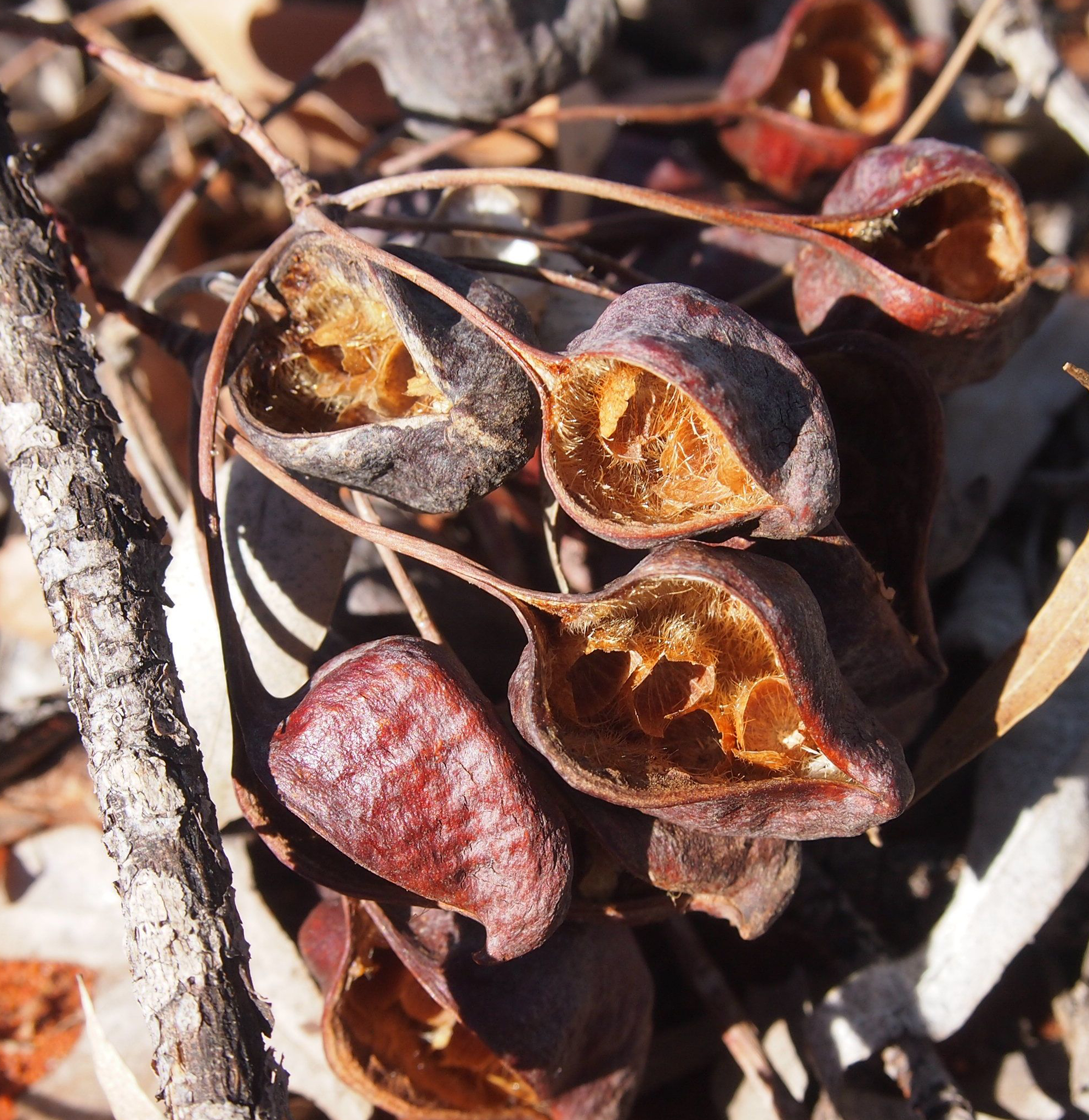
Fruit de B. gregorii.

La floraison a lieu entre octobre et décembre, produisant des inflorescences à fleurs jaune pâle en forme de cloche avec une marge rougeâtre. Les fruits sont des gousses ligneuses noires pouvant atteindre 5 cm de long et contenant de nombreuses graines.

## Distribution
Il a une distribution dispersée dans les zones arides, notamment dans le nord-ouest de l'Australie-Méridionale, où il se trouve sur les crêtes rocheuses, les pentes et les dunes de sable. On le trouve également dans le Territoire du Nord et en Australie-Occidentale, où il est disséminé dans les régions de Goldfields-Esperance, de Pilbara et du Mid West, où il pousse dans des sols sableux rouges ou limoneux.

## Écologie
Cet arbre est souvent associé aux affleurements granitiques de l'Australie-Occidentale (en). Le gui Amyema benthamii (en) parasite souvent l'espèce, introduit par un oiseau essuyant sa défécation sur une branche, et il est consommé par la chenille du papillon Comocrus behri (en).

## Utilisation
Cet arbre est vendu dans le commerce sous forme de graines ou de semis dans les régions où il convient aux zones arides. Une fois implanté, il résiste à la sécheresse, supporte un gel modéré, peut pousser en plein soleil ou à mi-ombre dans des sols bien drainés. Il forme un gros lignotuber dès son plus jeune âge et peut être cultivé comme bonsaï.

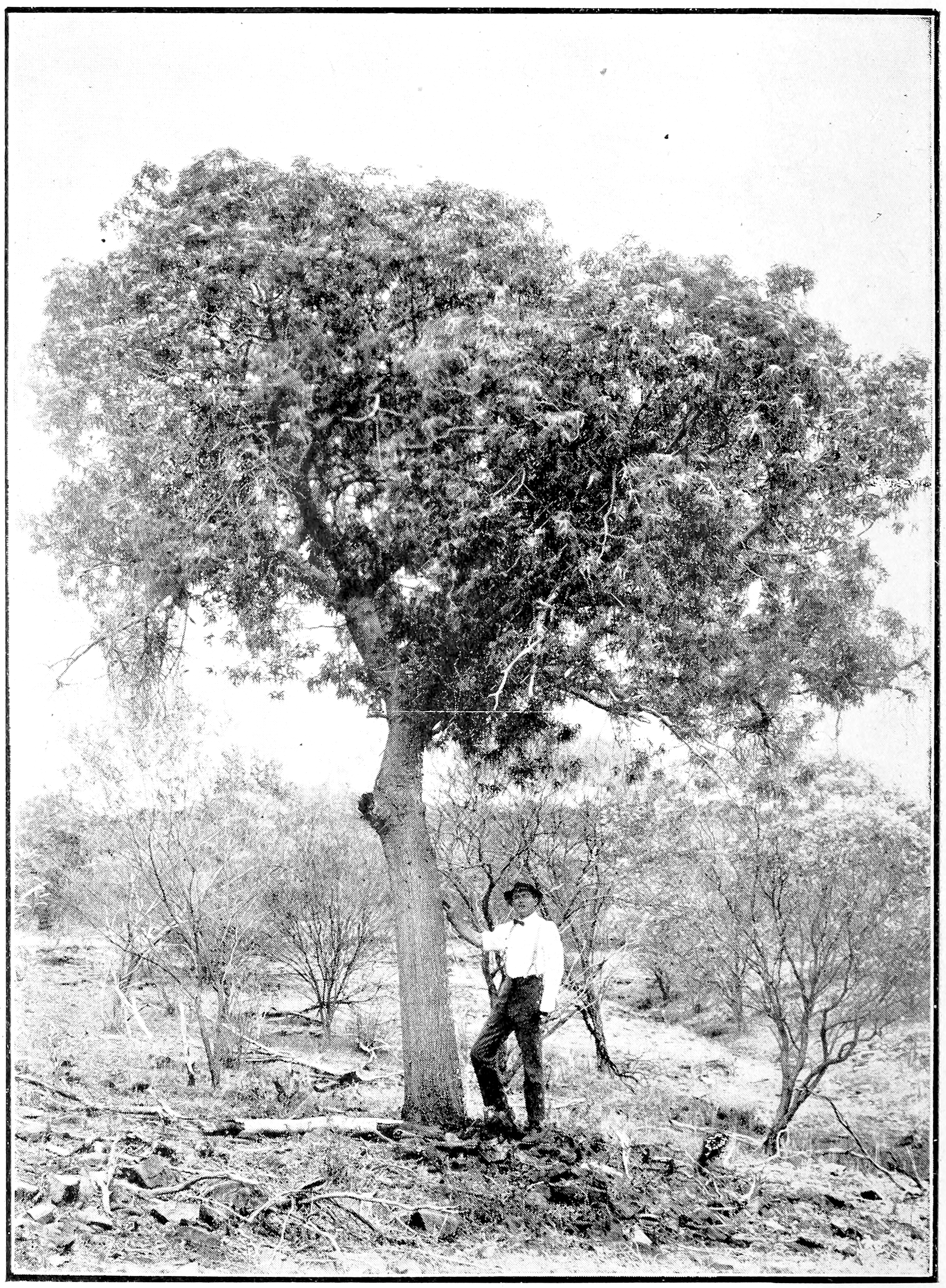
Un arbre adulte en Australie-Occidentale vers 1920.

Son bois est spongieux, ce qui le rend utilisable pour faire de la pâte à papier. Sa faible hauteur et ses branches très ramifiées produisent une couronne dense qui donne une bonne ombre. Une fibre résistante peut être extraite de son cambium.